# Kathy Kleiman
Kathy Kleiman (n. Estados Unidos) es una abogada, programadora y auditora estadounidense de seguridad informática. Estudió Ciencias de la Computación en la Universidad de Harvard y Abogacía en la Facultad de Leyes de la Universidad de Boston. Es una de las primeras abogadas en ingresar al campo de las políticas de internet. Kathy Kleiman es experta en dominios de nivel superior genéricos (gTLD), disputas y resoluciones de nombres de dominio, propiedad intelectual y protección a la libertad de expresión en línea. Ayudó en la creación de la Corporación de Internet para la Asignación de Nombres y Números (ICANN por sus siglas en inglés) y en 1998 cofundó la Unidad Constitutiva de Usuarios No Comerciales (NCUC por sus siglas en inglés) de ICANN. Kathy Kleiman es Presidente de Domain Name Rights Coalition, una organización que cofundó en 2018 y que se dedica a proteger los derechos de los  grupo que aboga por libertades digitales en internet. Asimismo, ha ayudado a visibilizar a las seis programadoras de la primera computadora de propósito general ENIAC.

## Trayectoria profesional
Kathy Kleiman se especializó en Ciencias de la Computación y Teoría Social en la Universidad de Harvard, recibiéndose con honores. Tras culminar sus estudios, trabajó como tecnóloga en Wall Street, donde gestionó las comunicaciones de datos internacionales, programó bases de datos de gran escala, auditó seguridad de datos y preparó planes de recuperación ante desastres. Recibió su doctorado en jurisprudencia por la Facultad de Leyes de la Universidad de Boston. En 2010 se sumó al Registro de Interés Público (Public Interest Registry), organización no gubernamental que administra el dominio de nivel superior .org, como Directora de Políticas. Asimismo, cofundó Fletcher, Heald & Hildreth, un bufete especializado en telecomunicaciones y leyes de internet.
Durante el proceso de fundación de la Corporación de Internet para la Asignación de Nombres y Números, Kathy Kleiman participó activamente y cofundó en 1998 la Unidad Constitutiva de Usuarios No Comerciales (NCUC). Kathy Kleiman es conocida en el ecosistema internacional de la Gobernanza de Internet por haber colaborado en la negociación de algunas de las políticas más sensibles de ICANN. En esta organización participó activamente en los procesos de desarrollo de políticas, siendo en varias ocasiones copresidente de los grupos de trabajo.
En 2018 Kathy Kleiman cofundó Domain Name Rights Coalition, organización de la cual es presidente. La organización tiene por objetivo proteger los derechos de los registratarios de nombres de dominio en internet y abogar por políticas de internet justas.

## Proyecto "Programadoras ENIAC"
A mediados de la década de los 80, durante su estadía en Harvard y tras observar la falta de mujeres en cursos avanzados de ciencias de la computación, Kathy Kleiman comenzó a investigar y buscar modelos e inspiración. No fue sino hasta haber encontrado un archivo fotográfico de la primera computadora de propósito general ENIAC, un proyecto secreto de la Armada de los Estados Unidos en Filadelfia durante la Segunda Guerra Mundial y construido en la Universidad de Pensilvania, que observó la presencia de hombres y mujeres detrás de ese proyecto. No obstante, los registros solo listaban el nombre de los hombres.
"Una cosa llevó a la otra, y fui invitada al 40º Aniversario de ENIAC en 1986. Así es como terminé en una sala en Filadelfia celebrando el aniversario de la primera computadora moderna del mundo. Fue muy emocionante, y había grupos de hombres hablando sobre cómo habían construido ENIAC. Caminé alrededor y encontré un grupo de mujeres. Al escucharlas atentamente, estaban hablando sobre un bug que habían encontrado en el programa la noche anterior a la primera gran demostración. De repente me di cuenta que estaba hablando con las mujeres de las fotos. No eran modelos: ¡eran las primeras programadoras de ENIAC!"
En 1946 estas seis mujeres, que habían sido contratadas por sus habilidades matemáticas, programaron ENIAC tan solo a partir de diagramas lógicos y aprendiendo sobre la marcha y sin lenguajes cómo programar, ya que aún no existían estos instrumentos. Ellas escribieron el primer programa de ENIAC para la Armada: una trayectoria balística. Cuando ENIAC fue dado a conocer a la prensa y al público, nunca se mencionó a estas mujeres, que por muchos años permanecieron invisibilizadass.
Tras enterarse de que durante el 50.º Aniversario de ENIAC estas mujeres aún seguían invisibilizadas, Kathy Kleiman emprendió la tarea de hacer un registro oral de sus historias y se unió al productor documental Jon Palfreman y Kate McMahon para producir un documental llamado The Computers. Desde entonces, el proyecto ha dedicado casi dos décadas a la investigación, el registros de historias y la búsqueda de honores al trabajo de estas seis mujeres. Kathy Kleiman ha sostenido en varias ocasiones que las programadores de ENIAC le inspiraron a no abandonar la computación y que sus historias le han dado esperanza de que abrirán las puertas de la computación a todas las personas.

## Premios
- Heroines in Technology Lifetime Achievement Award, otorgado por March of Dimes en 2009.[7]
- Internet Commerce Association's Lonnie Borck Memorial Award recibido en NamesCon en 2018.[3]